# رادوسلاف مايدان
رادوسلاف مايدان (بالبولندية: Radosław Majdan)‏ (مواليد 10 مايو 1972) هو لاعب كرة قدم. يلعب مع منتخب بولندا لكرة القدم. سبق له أن لعب في كأس العالم لكرة القدم مع منتخب بلاده.

## مسيرته الكروية
لعب رادوسلاف مايدان خلال مسيرته الاحترافية مع 7 أندية في ثلاثة وعشرون موسمًا ولم يسجل خلالها أي هدف ضمن 429 مباراة. حيث فاز في موسم واحد بالكأس وفي موسمين بالدوري.
خاض رادوسلاف مايدان مسيرته مع نادي بوغون شتشين في موسم 1989–90 في المرة الأولى ليلعب معه اثنا عشر موسمًا ثم في موسم 2006–07 لمدة موسم واحد، مشاركًا طوالها في 282 مباراة ولم يسجل أي هدف. ثم انتقل إلى نادي جوزتيبي في موسم 2001–02 لمدة موسم واحد، حيث شارك في 31 مباراة ولم يسجل أي هدف أيضًا. لينتقل بعدها إلى نادي بورصة سبور في موسم 2002–03 لمدة موسم واحد، مشاركًا في 6 مباريات ولم يسجل أي هدف أيضًا. ثم انتقل إلى نادي فيسوا كراكوف في موسم 2003–04 واستمر معه طيلة ثلاثة مواسم، مشاركًا في 65 مباراة ولم يسجل أي هدف أيضًا. هذا وانتقل لاحقًا إلى نادي بولونيا وارسو في موسم 2007–08 واستمر معه طيلة ثلاثة مواسم، مشاركًا في 29 مباراة ولم يسجل أي هدف أيضًا.

## روابط خارجية
- رادوسلاف مايدان على موقع الاتحاد الدولي (مؤرشف)  (الإنجليزية)
- رادوسلاف مايدان على موقع اتحاد تركيا (لاعب) (الإنجليزية)
- رادوسلاف مايدان على موقع قاعدة بيانات كرة القدم.إي يو (الإنجليزية)
- رادوسلاف مايدان على موقع ناشيونال فوتبول تيمز (الإنجليزية)